# Giro podaljšana kvadratna kupola
| Giro podaljšana kvadratna kupola | Giro podaljšana kvadratna kupola             |
| -------------------------------- | -------------------------------------------- |
|                                  |                                              |
| Vrsta                            | Johnsonovo telo J22-J23-J24                  |
| Stranske ploskve                 | 3.4+8 trikotnikov 1+4 kvadratov 1 osemkotnik |
| Robovi                           | 44                                           |
| Oglišča                          | 20                                           |
| Dualni polieder                  | -                                            |
| Konfiguracija oglišča            | 4(3.43) 2.4(33.8) 8(34.4)                    |
| Simetrijska grupa                | C4v                                          |
| Lastnosti                        | konveksna                                    |

Giro podaljšana kvadratna kupola je eno izmed Johnsonovih teles (J23). Kot že ime nakazuje jo lahko naredimo tako, da giro podaljšamo (glej Johnsonovo telo) kvadratno kupolo (J4) s tem, da pritrdimo osemstrano antiprizmo na njeno osnovno ploskev. Lahko jo obravnavamo tudi kot giro podaljšano kvadratno bikupolo (J45), ki ima odstranjeno eno kvadratno bikupolo.

## Dualni polieder
Dualno telo giro podaljšane kvadratne kupole ima 25 stranskih ploskev: 8 deltoidov, 4 rombe in 8 štirikotnikov.
| Dualno telo giro podaljšane kvadratne kupole | Mreža dualnega telesa |
| -------------------------------------------- | --------------------- |
|                                              |                       |